# Guillermo Ortega Serra
Guillermo Ortega Serra (Madrid, 30 de juny de 1971), conegut com a Guillermo Ortega, és un actor espanyol. Un dels seus papers més coneguts són en la sèrie Aquí no hay quien viva que interpretava el paper de "Paco", el propietari d'un videoclub en el 2003 i a continuació el 2007 en el paper "Joaquín Arias" de la sèrie La que se avecina.

## Filmografia

### Televisió
| Personatges fixos - Hermanos de leche (1994) - Éste es mi barrio (1996-1997) - Aquí no hay quien viva (2003-2006) - La que se avecina (2007-2008) - Tiempo de descuento (2009) - 14 de abril. La República (2010-2011) - Tierra de lobos (2013-2014) | Personatges episòdics \| - Farmacia de guardia (1992) - Canguros (1994) - Turno de Oficio II (1996) - Médico de familia (1997) - Café con leche (1997) - Señor Alcalde (1998) - Tío Willy (1998) \| - Todos los hombres sois iguales (1998) - El comisario (1999) - 24 horas (1999) - Hospital Central (2000) - Paraíso (2000) - Policías, en el corazón de la calle (2002) - La familia Mata (2009) \| |
| - Farmacia de guardia (1992) - Canguros (1994) - Turno de Oficio II (1996) - Médico de familia (1997) - Café con leche (1997) - Señor Alcalde (1998) - Tío Willy (1998)                                                                              | - Todos los hombres sois iguales (1998) - El comisario (1999) - 24 horas (1999) - Hospital Central (2000) - Paraíso (2000) - Policías, en el corazón de la calle (2002) - La familia Mata (2009) |

### Cinema
| Llargmetratges - Cosa de brujas (2003) - El oro de Moscú (2003) - Diario de una becaria (2003) - Fuera del cuerpo (2004) - R2 y el caso del cadáver sin cabeza (2005) - Olé (2004) - Carne cruda (2010) | Curtmetratges - Alfageme ha muerto (1991) - Todo, todo, todo, todo (1997) - Café de puchero (1998) - Queridos reyes magos (2005) - Apego (2007) |

### Teatre
| - Marat Sade (1994) - Amor de don Perlimplín con Belisa en su jardín (1994) - El son que nos tocan (1995) - La cabeza del dragón (1995) - Torrijas de cerdo (1996) - La tinaja (1996), - El maestro de danzar (1998) - Santa Cruz (1999) | - Internautas (1999) - El canto de un cisne (2000) - Los escándalos de un pueblo (2001) - Entre palos (2001) - Vivir como cerdos (2002) - Los tres mosqueteros (2003) - Olvida los tambores (2007) - La ratonera (2011-2012) |

## Formació
- Llicenciat en Interpretació Textual per la RESAD (1995).
- Curs d'Interpretació per a cinema impartit per Bob Mac Andrew (2002).
- Curs "Anàlisi de text" impartit per Augusto Fernandes en l'estudi Juan Carlos Corazza (2002).
- Estudis d'Interpretació en el Teatre de Cambra (1999-2001).
- Curs sobre la tècnica de Mikhaïl Txékhov impartit per Luis D'ors (1998).

## Premis i nominacions[1]
| Any  | Premi                                 | Categoria                            | Títol                  | Resultat  |
| ---- | ------------------------------------- | ------------------------------------ | ---------------------- | --------- |
| 2005 | Premis de la Unió de Actors (Espanya) | repartiment TV - Categoria Masculina | Aquí no hay quien viva | Guanyador |